# Le fenicie (Frinico)
Le fenicie (in greco antico: Φοίνισσαι?, Phóinissai) è un'opera tragica del drammaturgo greco antico Frinico, oggi perduta. 

## Trama
Fu rappresentata all'agone tragico delle Grandi Dionisie del 476 a.C., dove la tetralogia in cui le Fenicie erano incluse ottenne la vittoria. La coregia delle Fenicie fu affidata a Temistocle.
Si tratta della seconda tragedia di argomento storico realizzata da Frinico, inventor del genere, dopo La presa di Mileto del 494 a.C. L'opera celebrava infatti la battaglia di Salamina, combattuta nel 480 a.C., in cui la flotta ateniese approntata per volere dello stesso Temistocle aveva sconfitto, seppure in forte inferiorità numerica, la potente flotta persiana. Lo stesso tema fu ripreso soli quattro anni più tardi, nel 472 a.C., da Eschilo nei suoi Persiani. L'opera di Frinico differisce però fortemente da quella di Eschilo, in quanto si basa sulla rappresentazione del dolore delle donne fenicie per la morte dei mariti, marinai della flotta persiana caduti in battaglia.